# Pavel Hofmann
Pavel Hofmann (født 29. januar 1938 i Prag) var en tjekkisk roer.

## Rokarriere
Hofmann var med til at vinde EM-sølv i otter i 1959 for Tjekkoslovakiet. Derpå deltog han i firer med styrmand ved OL 1960 i Rom, hvor den tjekkoslovakiske båd nåede semifinalen.
Han skiftede nu til dobbeltsculler og var sammen med Vladimír Andrs med til at blive europamester i denne båd i 1963. Ved OL 1964 i Tokyo vandt duoen deres indledende heat, og i finalen sejrede sovjetiske Oleg Tjurin og Boris Dubrovskij, mens Seymour Cromwell og Jim Storm fra USA tog sølvmedaljerne og Hofmann og Andrs bronze.

## OL-medaljer
- 1964:  Bronze i dobbeltsculler